# 사씨남정기

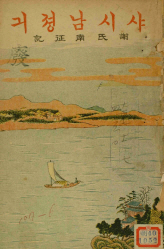
《사씨남정기》의 딱지본

《사씨남정기》(謝氏南征記)는 조선 시대의 문신이자 소설가인 김만중의 한글 소설이다.

## 등장인물
- 유연수 : 한림학사로, 작중 유한림으로도 불린다. 본성은 어질지만, 교씨의 모함을 처음에는 믿지 않았으나 결국에는 교씨의 계략에 넘어가 어진 아내 사씨를 내쫓고 만다.
- 사정옥 : 유연수의 제1 부인으로, 성품이 곱고 후덕한 인물이다. 그러나 교씨의 모함을 받아 남편 유연수에게 내쫓김을 당한다.
- 교채란 : 유연수의 제2 부인으로, 교활하고 간악하다. 유연수와의 사이에서 아들 장주를 낳은 후, 제1 부인이 되기 위해 갖은 계략을 꾸며 사씨를 몰아내려 한다.
- 동청 : 교씨의 사통남으로 교씨와 모의해 유연수 집안의 재물을 탈취하고, 유연수를 유배시킨다. 이후 유연수의 무죄가 밝혀진 뒤 처형당한다.
- 유인아 : 유연수와 사씨 사이의 아들이다.
- 유장주 : 유연수와 교씨 사이의 첫째 아들이다. 어머니 교씨의 계략의 희생양이 되어 살해당한다.
- 유봉추 : 유연수와 교씨 사이의 둘째 아들이다. 교씨가 동청과 계림으로 도망쳤을 때 데려갔으나 병으로 요절한다.
- 두 부인 : 유연수의 고모로, 현명하여 교씨의 간악함을 보자마자 알아보고 당장 내칠 것을 권고했으나 순진하고 후덕한 사씨가 거부했다. 결국 사씨가 곤경에 처했을 때 도와주려 노력한다.
- 임취영 : 쫓겨난 사씨가 물에 빠져 죽으려 했을 때 구해준 여승 묘혜의 질녀로 사씨의 책사가 되어 교씨를 함정에 빠트리고 결국 간악함을 세상에 밝혀낸다. 이후 사씨의 중개로 유연수의 제2 부인이 되어 3형제를 낳았다.

## 내용과 교훈

### 권선징악
소설은 한림학사 유연수의 처 사씨의 바른 품행과 그녀를 시기하는 악한 첩 교씨가 그녀를 음해하기 위해 꾸미는 악행들, 그리고 소설 끝에 누명을 썼던 사씨가 귀양지에서 돌아오고 악행이 들통난 교씨는 처형당하는 권선징악 구조의 내용을 다루고 있다. 이 내용은 재미를 위해 만들어진 구성이라기보다는 당시 인현왕후를 내쫓고 희빈 장씨를 총애했던 숙종의 잘못을 지적하려는 목적을 가진 것으로 보이며, 궁녀가 이 소설을 숙종에게 읽어 준 뒤 숙종이 인현왕후를 복위하게 했다는 일화가 이를 뒷받침한다. 본래 한글로 지어진 사씨남정기를 김춘택은 한문으로 번역했으며 이를 궁궐에 들어갈 기회가 생기자 궁녀들에게 공짜로 나눠주었다.

### 다양한 종교사상
김만중은 성리학의 도그마(절대적인 것으로 여겨지는 교리)에 갇혀지내지 않고 다양한 종교사상을 받아들였다. 실제 소설에서는 사씨가 시부모를 공경하는 유교사상, 사씨가 결혼 전 묘혜 승려의 부탁으로 관음 보살을 찬미하는 관음찬을 지어 올리는 불교사상, 교씨가 대를 잇기 위해 자신을 첩(妾)으로 들인 유한림의 뜻에 어긋날 것을 걱정하여 무속인의 힘으로 임신한 아이의 성(性)을 바꾸는 주술이 공존한다.

### 가부장권에 대한 고민
김만중은 두씨 부인이 조카며느리가 첩을 들이려는 것을 알고 반대하는 설정과 첩 교씨가 온갖 악행을 벌인다는 설정으로 일부다처제를 기반으로 한 가부장제의 문제를 지적하고 있다.

## 비고
《사씨남정기》는 다수의 고등학교 교과서에 수록되어 있고, 2002년 11월 6일 실시된 2003학년도 대학수학능력시험 언어영역에서 고전소설 지문으로 처음 출제된 데 이어, 2007년 11월 15일 실시된 2008학년도 대학수학능력시험 언어영역에 다시 출제되었다. 2017년 11월 23일 실시된 2018학년도 대학수학능력시험 국어영역에서도 다시금 출제되었다.

## 같이 보기
- 김만중
- 인현왕후
- 희빈 장씨